# Alma no Olho

Alma no Olho é um filme brasileiro de 1973, dirigido e interpretado por Zózimo Bulbul. O filme aborda a diáspora africana através de metáforas sobre a escravidão e a busca da liberdade do povo preto num jogo de imagens de inspiração concretista.

## Sinopse
Marcado pela experiência da escravidão, o filme retrata a trajetória da comunidade negra desde sua vivência no continente africano até seu deslocamento forçado para outro território. Sob o contexto do racismo, a história coloca um corpo preto em protagonismo através de pantomimas que vão representando todo a transposição do povo preto nos anos em que a escravidão violou seus corpos e direitos como cidadãos. A narrativa busca o descobrimento e reafirmação de toda uma cultura que foi invisibilizada por séculos.  

## Enredo
Um dos primeiros filmes que coloca um corpo preto em protagonismo para discutir questões como escravidão e racismo, “Alma no Olho” retrata o corpo preto que até então só era representado no cinema de forma marginalizada ou pluralista, partindo do princípio de uma sociedade hegemônica. A busca de liberdade e descobrimento de si são destaques no filme, evidenciando sua ancestralidade e levando para tela assuntos que não eram legitimados no cinema brasileiro. Nesse contexto, Zózimo Bulbul passa, a partir de “Alma no Olho”, a dirigir seus próprios filmes juntos com outros diretores negros como Waldir Onofre, abrindo assim, caminhos para a quebra de estereótipos já estabelecidos na cultura cinematográfica brasileira quando o assunto é a representação do negro.

## Produção
Alma no Olho foi rodado com sobras de películas (10 latas de rolos de filme) do longa-metragem Compasso de Espera (1973), de Antunes Filho, o qual ele foi coprodutor. Após o filme de Antunes ficar retido na censura, Armando Falcão, ministro da justiça, leva Zózimo preso para dar explicações. Quando liberado, inspirado no livro Alma no Exílio, publicado em 1968,  escrito pelo militante negro estadunidense Eldridge Cleaver, em 1965, sobre a formação dos Panteras Negras.  A partir da narrativa do livro, que faz referência às ideias desenvolvidas pelo psicanalista martinicano Frantz Fanon, teórico da causa negra, e às ideias do movimento panafricanista, e do movimento negro estadunidense, que nasce, Alma no Olho, de 1973, curta-metragem que inaugura o Cinema Negro no Brasil. Aqui cabe salientar a interligação dos movimentos sociais negros com o projeto de um cinema voltado para as questões raciais e seus desdobramentos. Não há como dissociar cinema negro de movimentos negros e suas demandas, são forças atreladas. 
| “ | O Alma no Olho foi para mim uma experiência muito forte. Eu mesmo sentei, escrevi e bolei a historinha do filme. Tentei procurar um ator para fazer o filme. Aí olhei e, não sei, ninguém me inspirou confiança. Entendeu? As pessoas pra quem eu mostrei achavam uma coisa maluca, era todo em mímica. Resolvi um dia eu mesmo ir para a frente da câmera com o José Ventura, que era o diretor de fotografia. E o Alma no olho eu fiz assim. (...) Paguei o laboratório, paguei o Ventura. Eu mesmo montei, sonorizei, mixei e botei o letreiro | ” |

Diante de uma câmera, fixada num tripé, vemos um homem negro – é Zózimo Bulbul – à frente de um fundo (infinito) branco. Durante onze minutos, Bulbul, sem dizer uma palavra, valendo-se apenas de seu corpo e de parcos objetos cênicos, encena a história do negro, desde o seu sequestro pelos brancos europeus para ser escravizado nas Américas, até a sua vida na diáspora, marcada pela exclusão do racismo. Toda a ação, filmada num preto e branco radical, transcorre embalada pela música Kulu Sé Mama. Zózimo atuou, produziu e escreveu o roteiro do curta-metragem.

## Trilha Sonora
A trilha sonora é composta pela faixa Kulu Sé Mama do saxofonista de jazz John Coltrane em parceria com o percussionista Julian Lewis, presente em disco homônimo de 1965. O filme que, aliás, é dedicado a Coltrane, transcorre ao ininterrupto de “Kulu Sé Mama”. Faixa que além das improvisações jazzísticas, tem também influências musicais da África do Oeste, expressas tanto nos vocais de Lewis como em instrumentos africanos, reiterando a conexão afro-diaspórica do roteiro.

## Censura
Em 1974, Zózimo foi obrigado a comparecer à Polícia Federal para dar explicações a respeito de Alma no Olho, acusada de conter supostas mensagens subliminares contra o Estado brasileiro. Desencantado, Zózimo partiu para o exílio, munido dos rolos do filme, vivendo, primeiro, nos Estados Unidos e, depois, em Portugal e na França. Na Europa, ele conheceu vários brasileiros exilados, entre eles o cineasta Ari Candido e o economista Celso Furtado – que, anos mais tarde, viriam a ajudá-lo a produzir Abolição (1989) – filme que faz um balanço sofre a vida do negro após 100 anos da abolição da escravatura.

## Legado
Ainda que desconhecido por parte do grande público, Alma no Olho vem sendo redescoberto e tem calcado seu lugar na história do cinema brasileiro. A Associação Brasileira de Críticos de Cinema (Abraccine) colocou Alma no Olho na sétima posição entre 100 mais importantes curtas-metragens brasileiro de todos os tempos. Organizada por Gabriel Carneiro e Paulo Henrique Silva, o levantamento, realizado em 2019, serviu de base para o livro Curta Brasileiro – 100 Filmes Essenciais (2019).

No texto Cinema Negro Brasileiro: uma Potência de Expansão Infinita, a pesquisadora e crítica de cinema Kênia Freitas aponta que Alma no Olho inspirou a criação de um movimento cinematográfico formado por realizadores negros e negras. Na sua visão, a recente produção cinematográfica negra brasileira encontrou na obra de Zózimo Bulbul uma referência e marco, e desenvolveu 
| “ | “construções estilísticas e narrativas próprias”: “uma postura de criação que parte da experiência negra, não em relação ao olhar branco (seja para confrontá-lo ou educá-lo), mas de uma perspectiva internalizante deste para as diversas possibilidades de vivências negras não essencializadas no mundo” | ” |

Com o seu primeiro filme, Bulbul inaugura a autoria negra no cinema brasileiro – opção até então interditada aos negros, conciliando cinema de autor e assunto negro. Mesmo não sendo o primeiro negro a dirigir um filme, Bulbul 
| “ | “foi o primeiro a se colocar como diretor negro e trazer sua negritude de forma indissociável à sua obra.” | ” |

Por isso, Zózimo Bulbul é considerado o pai do Cinema Negro brasileiro.

## Premiação
Prêmio Embrafilme - Troféu Humberto Mauro / VI Jornada de curta-metragem de Salvador, BA 